# Phronesis

La phronesis (du grec ancien : φρόνησις / phrónēsis) est un concept philosophique. Employé en particulier dans l'Éthique à Nicomaque d'Aristote, ce terme a été traduit par « prudence » par Jules Tricot. Richard Bodéüs, en 2004, a opté pour la traduction par « sagacité ». En anglais, ce concept est le plus souvent traduit par practical wisdom (« sagesse pratique ») par opposition à la « sagesse contemplative ou théorétique » bien que le mot « prudence » soit aussi parfois utilisé. Le concept de « phronesis » est particulièrement complexe lorsqu'on entre dans les détails, et suscite encore bien des débats parmi les commentateurs.

## Laphronesischez les philosophes de l'Antiquité

### Le concept chez Platon
L'œuvre de Platon pose la question de la signification et de la justification de la philosophie et de sa place dans la vie humaine : comment justifier la supériorité et la béatitude de la connaissance et de la « vie contemplative », le βίος θεωρητικός / bios théorétikos, sur la vie pratique ? Comment démontrer que seule la connaissance de la plus haute vérité peut constituer le fondement d'une vie digne de ce nom ? « Le concept qui désigne l'unité de la conduite de la vie et de la connaissance théorique qui peut seule justifier cet idéal scientifique enthousiaste est celui de phronesis », écrit Werner Jaeger : en effet Platon fait dériver la phronésis, en tant que pénétration éthique, de la contemplation de normes éternelles, et en dernier ressort, du bien.
Cela transforma la phronésis en connaissance scientifique d’objets indépendants ; Platon conserve cependant à juste titre le terme de phronésis dans la mesure où c’est par référence à ces normes pures que l’homme devait ordonner sa vie. Ainsi, la phronésis chez Platon peut-elle être définie « comme la connaissance créatrice du bien pur par l'intuition interne de l'âme, et en même temps comme la dérivation de l'activité valable et de la vraie connaissance à partir d'une seule et même puissance fondamentale de l'esprit ».
Progressivement, cette phronesis s’est chargée d'un contenu de plus en plus large : « À la fois l’Idée en tant que réalité objective, et la contemplation de l’Idée en tant que processus cognitif, la tendance théorique à la connaissance du bien et la réalisation pratique de l’intention et de l’action au moyen de cette vision, en bref, la vie philosophique tout entière. » Ainsi, la phronésis platonicienne est-elle tout à la fois moment intellectuel du savoir, intuition intellectuelle du bien et du beau en soi, et finalement, pure raison théorique, à l'opposé de ce qu'elle est dans la sphère pratique de Socrate, pour qui elle avait signifié la puissance éthique de la raison. Dès lors, Platon divisa son système en trois philosophies, la dialectique, l’éthique et la physique, et il y eut plusieurs phronesis. Souvent, ce mot ne signifie que « science particulière ». On constate cette évolution du concept dans les divers dialogues de Platon. 
Elle est présente dans le dialogue du Phédon. La phronesis, « réflexion » en français, est l’acte propre de l’âme : la pensée, et l'exercice qui la constitue et la conditionne à atteindre ( la connaissance ) et la sagesse, la σωφροσύνη. Dans d'autres dialogues, Platon écrit que Socrate affirmait qu'avoir la phronesis signifiait être vertueux. En pensant avec la phronesis, la personne a de la vertu. Par conséquent, toute vertu est une forme de phronesis. Être bon, c'est être une personne intelligente ou raisonnable avec des pensées intelligentes ou raisonnables. La phronesis permet à une personne d'avoir une force morale ou éthique. 
Dans le Ménon, Socrate explique que la phronesis, qualité synonyme de compréhension morale, est l'attribut le plus important à apprendre, même s'il ne peut pas être enseigné ; la phronesis s'acquiert en développant notre compréhension de nous-même. Elle est le retour à soi, selon le besoin d'intériorité prôné par Socrate, condition nécessaire à la réminiscence.

### Le concept chez Aristote
La définition aristotélicienne rattachée à l’éthique est celle-ci  : « La phronésis est une disposition pratique, une manière d'être habituelle (en grec :  ἕξις πρακτική / héxis praktikḗ), accompagnée de règle vraie (orthos logos), capable d'agir dans la sphère de ce qui est bon ou mauvais pour l'être humain ». Ramenée à sa signification courante, c’est-à-dire au sens que ce mot avait avant Platon, elle devient « la pénétration éthique », élément parmi beaucoup d’autres dans l’analyse du caractère moral. Aristote prive donc ce mot de toute la signification théorique qu’il avait chez Platon, et distingue son domaine de celui de la σοφία / sophía et du νοῦς / noûs. En abandonnant la théorie des Idées, Aristote distingua nettement la métaphysique et l’éthique, parce qu’il découvrit les racines psychologiques de l’action et de l’évaluation morale dans le caractère (ἦθος / êthos). Le résultat a été la distinction féconde entre raison théorique et [pas clair]raison pratique, restées liées et confondues dans la phronésis selon Platon. 
La φρόνησις / phrónēsis selon Aristote est donc la vertu (arété) de la faculté d'opiner de l'âme, qui se distingue de la faculté de raison. Ceci parce que la faculté d'opiner, comme la prudence, a rapport au contingent, c'est-à-dire à la sphère des actions humaines, et non au nécessaire ou à l'universel. Il ne s’agit pas de spéculation mais de délibération de l'eudémonisme pour le choix de ce qui est moralement désirable et de la saisie prudente de son propre avantage. Cette phronésis est une « vertu pratique », c'est-à-dire qui a rapport à la praxis, à l'action, par opposition à la poïesis (fabrication), c'est-à-dire aux arts ou à la production technique (technè).
Enfin, la prudence, vertu morale par opposition aux vertus intellectuelles, indique une rationalité dite (d’après Tricot) « prudentielle ». Elle a pour condition nécessaire mais non suffisante l'habileté, qui est la « puissance capable de faire les choses tendant au but que nous nous proposons et de les atteindre » . Autrement dit, elle a besoin de cette puissance qu'est l'habileté, mais ne se confond pas avec celle-ci, car « nous appelons habiles les hommes prudents aussi bien que les roués » . En termes modernes, on pourrait traduire « habileté » par rationalité instrumentale, c'est-à-dire la capacité à choisir les moyens adéquats à la fin. La prudence ne se réduit donc pas à celle-ci, bien qu'elle ne puisse exister sans elle.
Elle est en effet la faculté de choisir le « juste milieu » dans des circonstances concrètes chaque fois différentes et en partie imprévisibles. Il s'agit donc d'une faculté de rationalité essentiellement liée à la contingence de notre monde. Aussi, la prudence n'a pas « seulement pour objet les universels, mais elle doit aussi avoir la connaissance des faits particuliers, car elle est de l'ordre de l'action »  : la prudence requiert ainsi l'expérience que donne l'âge.
Cette vertu s'attache ainsi aux actes contingents, c'est-à-dire relativement au bon agir. Cette disposition a pour fin le sujet agissant lui-même, c'est-à-dire que la prudence permet de se constituer vertueux . Cela ne veut pas dire, toutefois, que la prudence ne se rapporte qu'à l'individu (contrairement à ce que croit la doxa), car « peut-être cependant la poursuite par chacun de son bien propre ne va-t-elle pas sans économie domestique ni politique ». Selon Marie-Christine Granjon, la phronesis « est une disposition à agir dans son intérêt propre comme dans l'intérêt général, disposition dévolue à quelques dirigeants politiques exemplaires, expérimentés et vertueux, capables d'utiliser les moyens les mieux accordés à des fins moralement fondées. » Ainsi, « la sagesse politique et la prudence sont une seule et même disposition, bien que leur essence ne soit cependant pas la même »; la prudence appliquée à la cité s'appelle soit législation, soit politique proprement dite.
Il n'est pas possible d'être homme de bien sans prudence, ni, inversement, prudent sans vertu morale. Elle réglemente en quelque sorte l’usage des passions, c’est-à-dire qu'elle consiste en un juste usage des passions et des affects (pathoi) selon les circonstances. C'est pourquoi, bien qu'elle soit dans la partie rationnelle de l'âme, elle ne porte pas sur le nécessaire mais sur le contingent, puisqu'elle agit selon les circonstances. La prudence consiste par exemple à savoir quand il faut être en colère, jusqu'à quel point et avec qui. Elle est donc capacité à agir selon les circonstances de façon adéquate : l'homme prudent sait agir, après délibération (boulésis), comme il faut.
Enfin, la prudence n'est pas simple application d'un syllogisme pratique (pour parler en termes modernes), ce qui en ferait un simple jugement déterminant (pour parler comme Kant). En effet, l'homme prudent (le φρόνιμος / phrónimos) n'applique pas des règles universelles aux cas particuliers : il est au contraire à soi-même sa propre mesure. Aussi, c'est l'homme prudent qui est la mesure de la prudence (le phronimos est la mesure de la phronesis) : autrement dit, il n'y a pas de mesure fixe, stable, permanente, ou encore de critère universel, qui pourrait permettre de départager les hommes prudents des autres. C'est l'homme qui est la mesure de cette vertu et non le contraire.

## Le concept dans les débats modernes

### Laphronesischez Heidegger
Martin Heidegger interprète Aristote et la phronesis (et la philosophie pratique) comme la forme originelle du savoir, et ainsi, elle est première par rapport à la sophia (philosophie théorique).
Heidegger interprète l’Éthique à Nicomaque comme une ontologie de l'existence humaine. La philosophie pratique d'Aristote est un fil conducteur de toute son Analyse de l'Existence, car selon ce texte, la facticité nomme notre mode d'existence au monde. Heidegger reconnaît ainsi que la phénoménologie aristotélicienne suggère trois mouvements fondamentaux de l'existence : poíesis, práxis, et theoría, qui correspondent à trois dispositions : téchnè, phrónesis, et sophía. Heidegger les considère comme les modalités de l'Être, inhérentes à la structure du Dasein. Selon Heidegger, la phronesis d'Aristote révèle la bonne manière d'être Dasein. C'est le meilleur moyen de se comporter dans et vers le monde, une manière de s'orienter.
La technè est une manière d'être concernée par les choses et les principes de la production, la theoria est une manière d'être concernée par les principes éternels, la phronesis est une manière d'être concernée par sa vie, et ainsi, par la vie de tous les autres. La délibération est la manière par laquelle la nature phronétique du Dasein se manifeste.